# Guerra civile in Laos
La guerra civile in Laos (detta anche guerra segreta) fu un conflitto combattuto nel Paese asiatico tra il 1953 ed il 1975.
La guerra coinvolse, a partire dal 1953, le diverse fazioni dell'aristocrazia del Laos, che già dalla fine del XVII secolo si contendevano il controllo del potere e vide l'intervento non ufficiale degli Stati Uniti, dopo che la conferenza di Ginevra del 1954 ne sancì l'indipendenza e ne dichiarò la neutralità nella guerra del Vietnam. La crisi laotiana si intrecciò con quella vietnamita e sfociò nel coinvolgimento del paese nella guerra in Vietnam, di cui rappresentò il fronte laotiano. La guerra segreta è generalmente considerata una delle parti più importanti e complesse del conflitto vietnamita, che vide Stati Uniti e Vietnam del Nord contendersi la supremazia militare e politica in Laos, che era considerato un territorio strategicamente importante per l'esito della guerra del Vietnam e per il futuro dell'intero sud-est asiatico.
Nel 1950, il declino francese e la crescente influenza dei comunisti di Hanoi avevano provocato la divisione, per volontà francese, del Vietnam in due parti, a nord la coalizione comunista Viet Minh, guidata da Ho Chi Minh contro la vacillante Unione francese, e a sud i filo-occidentali governati prima dall'Imperatore vietnamita Bảo Đại e poi dal cattolico Ngô Đình Diệm. La guerra civile laotiana iniziò dopo l'ottenimento dell'indipendenza del paese quando, nel 1953, stava dissolvendosi l'impero coloniale francese nel sud-est asiatico. La fazione laotiana comunista si alleò con i nord-vietnamiti di Ho Chi Minh nella guerra d'Indocina contro i colonialisti francesi, che si videro costretti a chiedere aiuto agli Stati Uniti. Ebbe così inizio l'ingerenza americana nella regione.
I protagonisti laotiani nel conflitto erano rappresentanti delle case reali del paese. Tra i più importanti vi fu il Principe Souvanna Phouma di Luang Prabang, che ricoprì diverse volte la carica di Primo Ministro e cercò spesso di riappacificare il paese. Suo fratello, il Principe Phetsarath Rattanavongsa, molto amato dai laotiani, sparì dal panorama politico dopo essere stato Primo Ministro tra il 1945 ed il 1946. Il loro fratellastro, Principe Souphanouvong, fu uno dei fondatori con Kaysone Phomvihane del movimento comunista Pathet Lao alleato dei nord-vietnamiti. L'ala conservatrice e filo-francese fu rappresentata dal Principe Boun Oum della Casa Reale di Champasak, capo della resistenza antigiapponese e molto influente nel sud del paese, Ispettore Generale e due volte Primo Ministro.
Nonostante il conflitto fosse di tanto in tanto riportato sui media di massa statunitensi, i dettagli sugli avvenimenti erano scarsi a causa delle ufficiali smentite del governo sul coinvolgimento degli USA nella guerra. Le operazioni militari statunitensi furono la risposta all'avanzata comunista nel paese, che aveva conquistato una grande parte del territorio e stava relegando gli USA ad un ruolo di secondo piano. Il conflitto in Laos fu in realtà la più grande operazione clandestina statunitense prima di quella che Washington avrebbe in seguito intrapreso durante la guerra in Afghanistan. Le aree del Laos controllate dai nord-vietnamiti vennero sottoposte ad anni di intensi bombardamenti aerei, e la Guerra Segreta fu la più grande campagna di bombardamenti statunitense dai tempi della seconda guerra mondiale.

## Antefatti
Alla fine della seconda guerra mondiale, nell'ottobre del 1945 il Laos dichiarò la propria indipendenza dopo la sconfitta dell'Impero giapponese, che aveva rilevato il controllo del paese sottomettendo le truppe coloniali dell'Indocina francese pochi mesi prima. Il nuovo governo era retto dal movimento nazionalista Lao Issara, che si opponeva alle rivendicazioni dei francesi, intenzionati a riprendere il controllo del paese. Il filo-francese Re Sisavang Vong venne deposto ed a capo del governo fu posto il Principe Phetsarath Rattanavongsa, della Casa Reale di Luang Prabang.
L'instabiltà causata dal secolare conflitto tra le diverse municipalità laotiane si aggravò con l'infiltrazione nel paese di truppe straniere. Fra queste, vi erano i comunisti nord-vietnamiti della coalizione Viet Minh, che da anni avevano fondato in Laos cellule rivoluzionarie in funzione anti-francese, i nazionalisti cinesi legati al Kuomintang, che occuparono una parte del nord, e truppe francesi che occuparono il sud, col supporto del Principe di Champasak Boun Oum.
Ebbero la meglio i francesi del presidente Charles de Gaulle, che nel maggio del 1946 portarono a termine l'occupazione dell'intero paese ad eccezione delle zone montuose del nord-est, roccaforte dei nord-vietnamiti Viet Minh. Venne rimesso sul trono Sisavang Vong, già sovrano dal 1904. I rappresentanti del Lao Issara si rifugiarono in Thailandia, dove costituirono un governo in esilio, ed il nuovo Regno del Laos fu inserito in ottobre nella nuova colonia chiamata Unione francese, che prese il posto dell'Indocina francese. Nel 1947 vennero indette le prime elezioni del paese. I francesi, duramente impegnati in Vietnam nella guerra d'Indocina, diminuirono il controllo del Laos, distribuendo i poteri tra i nuovi ministri del regno, mantenendo però i Ministeri chiave degli Esteri, della Difesa e delle Finanze.
L'indipendenza fu formalmente concessa nel 1950, ma de facto il paese era ancora sotto il controllo dei francesi, che continuarono a mantenere il controllo dell'esercito. Intanto il nuovo governo nazionalista thailandese di Plaek Phibunsongkhram tolse l'appoggio al Lao Issara che si spaccò. La parte capeggiata dal Principe Souphanouvong e dal suo alleato Kaysone Phomvihane si unì ai Viet Minh, a cui erano uniti dall'odio per i francesi, e confluì nel movimento comunista Pathet Lao (letteralmente: patria dei lao); alcune migliaia di Lao Vietminh furono addestrate ed equipaggiate dai comunisti nordvietnamiti, andando a costituire il primo nucleo delle formazioni armate del Pathet Lao. L'altro esponente di punta del Lao Issara, il principe Souvanna Phouma, nipote del re, chiese ed ottenne il perdono e rientrò in Laos. Il Principe Phetsarath Rattanavongsa, ex Primo Ministro, prese le distanze dalla scena politica e rimase in Thailandia.

## Inizio delle ostilità (1953-1954)
Tra il 1951 ed il 1952, sia il Pathet Lao, con l'aiuto dei Viet Minh, che il Regno del Laos, con l'aiuto francese, formarono ed addestrarono un proprio esercito. Nell'aprile del 1953, un esercito di 40 000 Viet Minh, comandati dal generale Võ Nguyên Giáp e supportati da 2 000 militanti del Pathet Lao agli ordini di Souphanouvong, invasero il nord-est del paese con lo scopo di prendere Luang Prabang e la Piana delle Giare. Furono fronteggiati da 10 000 truppe reali affiancate da 3 000 regolari francesi. I ribelli occuparono buona parte delle province di nord-est e si insediarono a Xam Neua.
Nel 1954, truppe nord-vietnamite furono respinte a nord a Luang Prabang e nel Laos centrale a Thakhek. Furono questi probabilmente tentativi di distrarre l'esercito francese dal vero obiettivo dei Viet Minh, l'assalto alle unità francesi dislocate nel nord-ovest del Vietnam. La successiva battaglia di Dien Bien Phu, combattuta tra il marzo ed il maggio del 1954, vide la distruzione di tali forze e la fine del dominio francese in Indocina. Alcuni reparti nord-vietnamiti penetrarono nella zona nemica partendo dal territorio laotiano, il cui confine è a pochi chilometri da Dien Bien Phu. Dopo la vittoria, i nord-vietnamiti distaccarono un gruppo a supporto del Pathet Lao che si insediò a Ban Nameo, nelle montagne del Laos nord-orientale.
Dopo che la conferenza di Ginevra del 1954 sancì l'indipendenza laotiana e la suddivisione del Vietnam, le forze nord-vietnamite continuarono a operare nel Laos nord-orientale e sud-orientale. Ci furono ripetuti tentativi dal 1954 in avanti di portare i nord-vietnamiti fuori dal Laos ma, in sprezzo a ogni accordo, Hanoi non abbandonò il paese ed i suoi alleati. Al di là dell'immediata necessità militare, l'alleanza tra la Repubblica Democratica del Vietnam ed il Pathet Lao si fondava sui princìpi di solidarietà suggeriti dall'Internazionalismo proletario.

## Coinvolgimento statunitense
Dopo la caduta dei francesi, furono gli statunitensi che si presero in carico di finanziare il Governo Reale Laotiano e l'esercito del regno. Agli inizi del 1955 fu istituita una missione operativa statunitense in Laos che pagò l'80% delle spese governative e la totalità delle spese militari. Ciò creò frizioni tra il governo di Katay Don Sasorith ed il Pathet Lao, che fino ad allora avevano cercato di stabilire accordi di unità nazionale. In risposta, il Pathet Lao boicottò le elezioni di quell'anno.
Il dialogo tra le due fazioni riprese nel 1956, con il ritorno a Primo Ministro di Souvanna Phouma che convinse il fratellastro leader del Pathet Lao, Souphanouvong, ad accettare un cessate il fuoco. I comunisti posero come condizione l'accettazione del governo dell'amministrazione del Pathet Lao sui territori che occupava. Parallelamente, un sostanzioso numero di nuove truppe laotiane comuniste furono inviate in Vietnam del Nord ad addestrarsi. Nel 1957, fece il suo ritorno in Laos dall'esilio Phetsarath Rattanavongsa, acclamato dalla popolazione ed insignito del titolo di viceré. Malgrado ciò, rimase ai margini della vita politica.
Per far naufragare queste operazioni senza un coinvolgimento militare diretto, il servizio segreto statunitense della CIA rispose finanziando nel 1957 una forza di 7 000 guerriglieri anti-comunisti di etnia hmong che, guidati dal generale Vang Pao, si insediarono sulle colline intorno alla Piana delle Giare, occupata dai comunisti. Questi guerriglieri costituirono per anni una spina nel fianco delle truppe nord-vietnamite.
Il Pathet Lao entrò in un governo di unità nazionale e, al termine delle elezioni del maggio 1958, aveva in mano 16 dei 59 seggi dell'Assemblea Nazionale che, combinati ai seggi degli indipendenti furono sufficienti per bloccare la formazione di un nuovo governo. Gli statunitensi subito sospesero gli aiuti e provocarono un tracollo della valuta locale. Il Parlamento fu costretto in agosto a formare un governo di emergenza che fu assegnato alle destre del premier Phuy Xananikôn, nelle cui file militavano membri di associazioni filo-statunitensi. In dicembre furono assegnati a Phuy poteri speciali per governare senza il consenso dell'Assemblea Nazionale. Fu in questo periodo che gli americani ed i francesi firmarono un accordo che prevedeva l'aumento del personale statunitense in Laos e la riduzione delle missioni militari dei francesi, che avevano continuato a presidiare il paese anche dopo l'indipendenza concessa ai laotiani.

## Sentiero di Ho Chi Minh
Nel 1959, le truppe di Hanoi affidarono al nuovo gruppo 559 la costruzione del sentiero di Ho Chi Minh, buona parte del quale attraversava il territorio montuoso laotiano. Venne costruito per permettere alle truppe nord-vietnamite di infiltrarsi nella Repubblica del Vietnam e di aiutare il Fronte di Liberazione Nazionale. Fu oggetto di una serie devastante di bombardamenti, comparabili all'insieme di tutti quelli che sconvolsero l'Europa nella seconda guerra mondiale.
Nello stesso anno, la prevista integrazione di un contingente di 1 500 truppe Pathet Lao nell'Esercito Reale Laotiano fu criticata dai consiglieri americani, che minacciarono il taglio dei fondi da parte del Congresso. Il governo laotiano chiese tempo per considerare la situazione. Su ordine del Principe Souphanouvong, il trasferimento delle truppe nell'Esercito Reale venne annullato, il principe venne imprigionato ma riuscì a fuggire assieme a tutti gli effettivi. L'evento segnò l'inizio di una nuova offensiva congiunta nel Laos settentrionale dei nord-vietnamiti e dell'Esercito di Liberazione Laotiano, emanazione del Pathet Lao.
Gli americani cominciarono ad addestrare personalmente le truppe dell'Esercito Reale laotiano e l'ambasciata americana chiese il dispiegamento di forze aeree di supporto per le forze di terra laotiane. Entro la fine del 1959, entrambi gli eserciti ingrossarono sensibilmente il numero delle proprie truppe. Nell'ottobre del 1959, morirono Phetsarath e Re Sisavang Vong. Il monarca aveva regnato 54 anni con onore ed era amato dal suo popolo. Gli succedette il figlio Savang Vatthana, privo di ascendente e carisma.

## Colpo di Stato e svolta politica
Nell'agosto del 1960, le forze speciali del neutralista capitano dell'Esercito Reale Kong Le misero in atto un incruento colpo di Stato a Vientiane, mentre il governo era in visita a Luang Prabang. Lo scopo era di porre termine alla guerra civile, all'ingerenza straniera in Laos, alla corruzione ed ottenere migliori condizioni di vita per i suoi soldati. Kong Le richiese ed ottenne, con l'appoggio del popolo di Vientiane, la rimozione del Primo Ministro Tiao Somsanith e il reintegro a tale carica di Souvanna Phouma.
Il colpo di Stato fu represso dalle truppe del generale Phoumi Nosavan, finanziato dal governo thailandese e dalla CIA. Partirono da Savannhaket in novembre ed arrivarono a Vientiane, che nel frattempo era stata rifornita di una grande quantitativo di armi con un eccezionale ponte aereo organizzato dall'Unione Sovietica. Dopo tre giorni di bombardamenti, i ribelli di Kong Le furono costretti al ritiro. Coperti dal fuoco amico nord-vietnamita e foraggiati di munizioni e viveri lanciati da aerei sovietici, si rifugiarono a nord nella Piana delle Giare, roccaforte del Pathet Lao. Qualche giorno dopo, le truppe di Kong Le misero in fuga le truppe dell'Esercito Reale presenti nella piana.
Phoumi fece eleggere primo ministro il principe Boun Oum, che non ebbe il conforto dell'Assemblea Nazionale, molti dei cui membri si erano dati alla fuga insieme a Souvanna Phouma. L'azione di Phoumi aveva avuto successo dal punto di vista militare, ma da quello politico rappresentò una svolta in favore dei comunisti, con l'unione tra le forze dei neutralisti e quelle del Pathet Lao.

## Aggravamento del conflitto
Nel 1961, ci fu un vertiginoso aumento degli armamenti di ambedue le fazioni, ed un coinvolgimento molto maggiore di USA, URSS e Vietnam del Nord nel conflitto. Sia gli americani che i russi cominciarono a fornire armamenti più pesanti di quelli forniti in precedenza. Si registrarono i primi bombardamenti effettuati da aviatori della Aviazione Reale Laotiana, addestrati poco prima in Thailandia.
Il Vietnam del Nord inviò diversi battaglioni nel Laos settentrionale, a cui la CIA rispose ingrossando l'esercito di guerriglia irregolare hmong reclutando altri miliziani tra le altre etnie delle tribù di montagna. Vennero addestrati in Thailandia e mandati al fronte in gruppi composti da 100 uomini guidati da comandanti thailandesi ed americani. Entro fine anno si delineò l'assetto della partecipazione americana al conflitto, che si componeva di personale paramilitare per l'addestramento dei guerriglieri tribali e per la formazione di un Esercito Reale in grado di affrontare battaglie campali, nonché di una forza aerea in grado di distruggere il nemico e tagliare le sue vie di comunicazione. In dicembre il fronte di guerra si estese alla provincia nord-occidentale di Luang Namtha

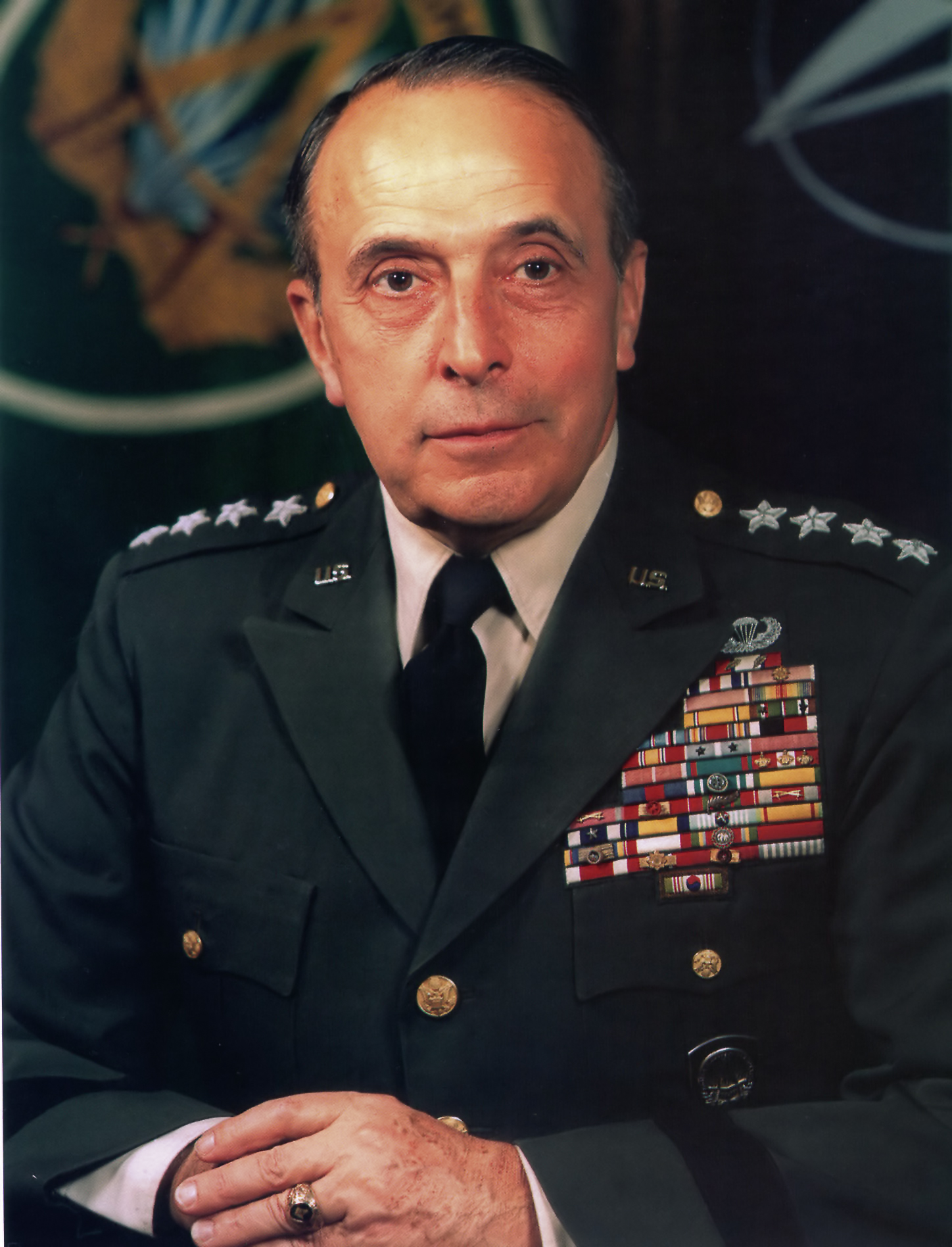
Il generale Lyman Lemnitzer, capo degli stati maggiori riuniti nel 1961, propose un intervento in forze in Laos delle truppe da combattimento americane.

Nel febbraio 1961 l'evoluzione della situazione in Laos sembrò preannunciare la vittoria del movimento neutralista di Kong Le in alleanza con le forze comuniste del Pathet Lao. L'esercito del generale Phoumi Novasan, nonostante fosse equipaggiato e rifornito dagli americani, venne sconfitto nella Piana delle Giare e diede segni di disgregazione, le truppe batterono in ritirata in disordine. Questi eventi suscitarono la massima preoccupazione dell'amministrazione Kennedy che si era appena insediata alla Casa Bianca. Pochi giorni prima, alla vigilia dell'insediamento, il presidente John Fitzgerald Kennedy era stato allertato dal suo predecessore Dwight Eisenhower sui rischi della situazione nel Laos che egli e i suoi consiglieri ritenevano ancor più minacciosa della crisi in Vietnam. Il presidente Eisenhower affermò che la situazione in Indocina era critica, che il Laos rischiava di cadere in potere dei comunisti e che sarebbe stato necessario intervenire militarmente, se possibile insieme agli alleati della SEATO, in Laos con le truppe da combattimento americane.
Il presidente eletto Kennedy, pur impressionato dalle parole di Eisenhower, espresse dubbi sulla correttezza delle valutazioni del suo predecessore e chiese un'analisi approfondita da parte dei suoi collaboratori. Nel corso della riunione organizzata per prendere delle decisioni sul Laos apparve l'incertezza e la confusione presente tra gli specialisti militari del ministero della Difesa. Una proposta estemporanea del segretario alla Difesa, Robert McNamara, che prevedeva un debole intervento aereo con vecchi cacciabombardieri, venne rapidamente messa da parte mentre anche l'intervento in forze di reparti aviotrasportati americani direttamente in Laos suscitò dubbi e controversie sulla sua fattibilità ed efficacia.

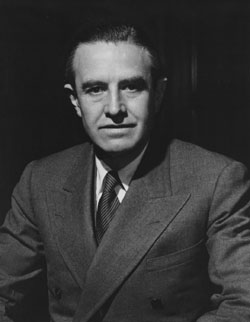
Il diplomatico americano W. Averell Harriman che riuscì a concludere nel 1962 un accordo di neutralizzazione del Laos.

Il presidente degli stati maggiori riuniti, il generale Lyman Lemnitzer, in un primo tempo non sembrò favorevole all'impiego delle truppe aviotrasportate, ma successivamente espresse opinioni bellicose: i militari americani proponevano di entrare in Laos con 250 000 uomini e ritenevano possibile un intervento cinese che sarebbe stato affrontato eventualmente anche con l'impiego di armi nucleari. Il presidente Kennedy fu irritato dal comportamento contraddittorio degli alti responsabili militari e dalla loro evidente propensione ad esprimere valutazioni imprecise e non definitive, lasciando ogni decisione al potere esecutivo.
Il presidente quindi affidò nell'aprile 1961 all'esperto diplomatico W. Averell Harriman la missione di ricercare una composizione pacifica che evitasse un impegno militare così ingente da parte degli Stati Uniti. Harriman era estremamente dubbioso sulla reale importanza strategica del Laos e riteneva che fosse opportuno favorire una neutralizzazione del paese riportando al potere Souvanna Phouma. Il diplomatico americano fu inviato da Kennedy alla conferenza di Ginevra dove fece pressioni sui sovietici affinché sostenessero la neutralizzazione del Laos. L'Unione Sovietica supportò l'azione moderatrice di Harriman e quindi all'inizio del 1962 fu concluso un accordo che prevedeva il richiamo al potere di Souvanna Phouma e la neutralità del Laos.
Grazie all'abilità diplomatica di Harriman, il presidente Kennedy, pur mostrando esteriormente fermezza e decisione nella lotta di contenimento del comunismo in Asia, riuscì a respingere le istanze interventistiche di alcuni suoi consiglieri militari e politici e raggiunse una stabilizzazione momentanea della situazione in Laos.

## Allargamento del fronte e fase di stallo
All'inizio del 1962, l'Esercito Reale prese il controllo di Luang Namtha e fu assistito da consiglieri delle forze speciali dell'esercito degli Stati Uniti. In maggio, un attacco dell'Esercito Popolare Nordvietnamita (EPVN) cacciò da Luang Namtha le truppe dell'Esercito Reale, che furono costrette ad un'avventurosa fuga tra le montagne per raggiungere la Thailandia. A fronte dell'insuccesso, gli americani costrinsero il Governo Reale a formare una coalizione di unità nazionale con il Pathet lao ed i neutralisti di Kong Le, per cui si ebbe il governo dei "Tre Principi": Souvanna Phouma diventò Primo Ministro, Boun Oum e Souphanouvong ebbero entrambi l'incarico di Vice-Primo Ministro. Quest'operazione segnò un momento di pausa del coinvolgimento americano, mentre i nord-vietnamiti continuarono ad infiltrare truppe nel paese.
Nel 1963, ci fu un calo delle attività belliche che vide più attive le forze filo-americane. I hmong di Vang Pao conquistarono territori nel nord-est con l'assistenza logistica di aerei statunitensi. I neutralisti ed i Pathet Lao cominciarono ad avere accese discussioni e questi ultimi abbandonarono il governo. Gli americani ristrutturarono il gruppo di consiglieri militari e lo insediarono a Bangkok. I gruppi tribali di guerriglieri vennero concentrati in un battaglione speciale. Si registrò un'infiltrazione di spie lungo il sentiero di Ho Chi Minh.

## Inizio dei bombardamenti aerei
Nella primavera del 1964, le truppe del Pathet Lao e quelle dell'EPVN si assestarono nella Piana delle Giare. Nel maggio dello stesso anno, la Air Force 99 statunitense iniziò missioni di ricognizione aerea lungo la parte del sentiero di Ho Chi Min in territorio laotiano, per ottenere informazioni chiave sui movimenti di uomini e materiali verso il Vietnam del Sud. L'iniziale angusto sentiero era stato trasformato in una strada che consentiva il transito di camion e fu affiancato da piccoli sentieri percorribili in bicicletta. Diventò la principale arteria usata dai nord-vietnamiti per infiltrarsi a sud. Nello stesso periodo, le forze aeree laotiane cominciarono a bombardare postazioni comuniste.
Il 9 giugno 1964, il Presidente Lyndon B. Johnson ordinò un raid di F-100 contro le truppe del Pathet Lao per ritorsione dopo l'abbattimento di un aereo statunitense. I bombardamenti nella Piana delle Giare si intensificarono nel dicembre 1964, con l'Operazione Barrell Roll, posta sotto il controllo dell'ambasciatore statunitense in Laos, che approvava la scelta dei bersagli prima che venissero attaccati.
Le inaudite dimensioni dei bombardamenti americani costrinsero le forze del Pathet Lao ad asserragliarsi nelle grotte di Vieng Xay, in provincia di Houaphan, una fittissima rete di 486 cunicoli naturali che furono il rifugio di circa 23 000 ribelli. Molto più vicine ad Hanoi che a Vientiane, le grotte sarebbero diventate nei nove anni successivi la base principale del Pathet Lao, e furono attrezzate con tutto quanto necessario per renderle vivibili, compresa l'attrezzatura ospedaliera.

## Intensificazione dei bombardamenti
Gli Stati Uniti iniziarono l'Operazione Steel Tiger sui settori laotiani del sentiero di Ho Chi Minh e sulla zona demilitarizzata vietnamita il 3 aprile 1965, per individuare e distruggere con bombardamenti aerei le forze nemiche che di notte trasportavano materiali bellici verso il Vietnam del Sud. Fu un'operazione molto complessa in virtù dell'ufficiale neutralità del Laos, e la scelta dei bersagli venne decisa a Washington. Gli ambasciatori statunitensi nel Vietnam del Sud, in Laos ed in Thailandia furono comunque coinvolti nel controllo delle operazioni aeree statunitensi.
Nei mesi successivi, i comunisti incrementarono notevolmente la loro infiltrazione a sud attraverso il sentiero di Ho Chi Minh. I bombardamenti americani furono concentrati su un piccolo segmento meridionale del sentiero, ampiamente usato dal nemico. La risposta americana si concretizzò con l'Operazione Tiger Hound che iniziò nel dicembre 1965, utilizzando aerei della Air Force, della US Navy, degli US Marines, della Forza Aerea Sudvietnamita e della Forza Aerea Reale Laotiana. L'11 dicembre, nel quadro di questa operazione, furono impiegati per la prima volta in Laos i pesanti B-52 dell'Aeronautica Militare Statunitense.
L'operazione Steel Tiger portò gli aerei americani a bombardare il sentiero di Ho Chi Minh per tutto il 1966, con speciale enfasi sull'area della Tiger Hound. La Air Force sviluppò e iniziò a usare equipaggiamenti speciali per individuare i camion dei comunisti che si spostavano di notte.
In luglio, le forze dell'Esercito Reale Laotiano conquistarono Nam Bak, nel nord del paese. Tre reggimenti ed un battaglione indipendente di fanteria, dopo la presa di Nam BaK, stabilirono una linea difensiva a nord di Luang Prabang.
Nella Piana delle Giare, l'avanzata del Pathet Lao rallentò gradualmente a causa dei bombardamenti americani, a cui facevano seguito attacchi delle truppe dell'Esercito Reale. A tutto l'agosto del 1966, erano avanzati per 80 km lungo il confine nord-vietnamita. Il Vietnam del Nord inviò migliaia di truppe regolari a supporto dell'armata del Pathet Lao, ed ancora una volta l'Esercito Reale fu costretto alla ritirata.
I comunisti continuarono la loro lenta avanzata attraverso la Piana delle Giare nel 1967. Le vittorie dell'Esercito Reale si diradarono ed alla fine dell'anno la sua situazione era diventata critica, anche per l'esiguo supporto della Forza Aerea Reale Laotiana. A dicembre il Pathet Lao lanciò un'offensiva, supportato dalla 316ª Divisione di Fanteria che l'EPVN inviò.
Aerei degli Stati Uniti, della Forza Aerea Reale Laotiana e della Forza Aerea Sudvietnamita continuarono a bombardare il sentiero di Ho Chi Minh. Durante il 1967 vennero effettuati in quest'area ben 1 718 voli di bombardieri B-52, quasi il triplo di quelli del 1966. I bersagli principali erano i camion che dovevano venire scoperti e distrutti uno per volta. Tali mezzi avrebbero potuto essere distrutti in massa prima, durante, o dopo il loro scarico dalle navi mercantili che li avevano trasportati, se fosse stato permesso il bombardamento di Haiphong, il porto militare nord-vietnamita.

## Avanzata comunista
Il 12 gennaio 1968, il Pathet Lao e l'EPVN diedero inizio all'offensiva. La regione di Nam Bak, dove vivevano 10 000 civili, fu conquistata. Quell'anno i comunisti avanzarono lentamente attraverso il Laos settentrionale, sconfiggendo le forze regolari laotiane diverse volte, e prendendo infine la base statunitense Lima Site 85. Questo successo fu raggiunto nonostante l'assistenza e la consulenza che i militari statunitensi fecero avere ai loro alleati laotiani. In novembre, gli Stati Uniti lanciarono una nuova serie di bombardamenti sul sentiero di Ho Chi Minh, dove i nord-vietnamiti stavano inviando a sud una quantità di truppe e scorte come mai avevano fatto in precedenza. Questa nuova operazione, denominata Commando Hunt, continuò fino al 1972.
Il 23 marzo 1969, l'Esercito Reale Laotiano lanciò la Campagna Cu Kiet contro i comunisti dispiegati nella Piana delle Giare, nella provincia di Xiangkhoang, impiegando principalmente le collaudate forze hmong del gen. Vang Pao con il supporto delle unità aeree laotiane e statunitensi. A giugno, il Pathet Lao lanciò una controffensiva e guadagnò terreno, ma ad agosto le forze laotiane regolari riconquistarono le posizioni perdute. In tutte queste operazioni la Forza Aerea statunitense condusse centinaia di missioni Barrel Roll, molte delle quali furono annullate a causa del maltempo.

## Nuova fase di stallo
Le forze del Pathet Lao erano supportate dal 174º Reggimento Volontario Vietnamita dell'EPVN. A settembre il 174º dovette indietreggiare per riorganizzarsi. A metà settembre del 1969, lanciarono un contrattacco e riconquistarono la Piana delle Giare. Le forze che partecipavano alla campagna includevano le 312ª e la 316ª Divisione di Fanteria, l'866º Reggimento di Fanteria, il 16º Reggimento di Artiglieria, una compagnia di carri, sei battaglioni ed ingegneri del genio militare, un battaglione della provincia vietnamita di Nghe Ahn e dieci battaglioni del Pathet Lao.
L'11 febbraio del 1970 iniziò la nuova controffensiva dei comunisti, chiamata Campagna 139, che nel giro di pochi giorni ripresero il controllo della Piana delle Giare. Le forze dell'Esercito Reale Laotiano (ERL) si ritirarono a Mong Xui. Il 25 febbraio l'ERL abbandonò la città di Xiang Khoang. Xam Thong cadde il 18 marzo e Long Thien era minacciata. Il 25 aprile la campagna si concluse. La 316ª Divisione, l'866º Reggimento e un gran numero di unità speciali ricevettero l'ordine di stare nelle retrovie per assistere gli alleati laotiani.
Dall'inizio del 1970, truppe fresche nord-vietnamite avevano attraversato la frontiera del Laos settentrionale. L'Aeronautica statunitense impiegò i B-52 che, il 17 febbraio, bombardarono obiettivi militari in quella zona. L'avanzata comunista fu arrestata e per il resto dell'anno le sorti del conflitto furono altalenanti.
Il 1º maggio, il 28º e 24º reggimento dell'EPVN dispiegati in Vietnam del Sud, si incontrarono con le truppe EPVN e del Pathet Lao provenienti da nord per conquistare Attapeu. Benché i movimenti dei comunisti attraverso il sentiero di Ho Chi Minh si intessificassero, i bombardamenti statunitensi furono ridotti perché le autorità di Washington, credendo che gli obiettivi statunitensi nel sudest asiatico stessero per essere raggiunti, imposero limiti al budget.

## Allargamento a sud del fronte laotiano
Dopo aver appurato significativi accumuli di materiale bellico e risorse logistiche dall'EPVN nel sentiero di Ho Chi Minh in Laos, l'8 febbraio 1971 il Vietnam del Sud lanciò l'Operazione Lam Son 719. I suoi obiettivi erano di entrare in Laos e tagliare in due tronconi il sentiero di Ho Chi Minh per impedire un'offensiva nord-vietnamita già pianificata. Il supporto aereo statunitense fu massiccio poiché nessuna unità terrestre americana poteva partecipare all'operazione. Il 25 febbraio l'EPVN lanciò un contrattacco che costrinse i sud-vietnamiti a ritirarsi dal Laos dopo aver perso all'incirca la metà degli effettivi.
Il 18 dicembre, le forze dell'EPVN e del Pathet Lao lanciarono la Campagna Z, per riconquistare la Piana delle Giare. Furono impiegate la 312ª e la 316ª Divisione, il 335º e l'866º Reggimento di Fantiera e sei battaglioni di artiglieria e di carri armati.
Durante la stagione secca tra il 1971 ed il 1972, le forze del Pathet Lao e dell'EPVN scavarono trincee e combatterono per il controllo della Piana delle Giare. Le unità partecipanti includevano la 316ª Divisione di Fanteria, l'866º, il 335º e l'88º Reggimento e nove battaglioni speciali sotto il comando del Colonnello Le Linh, a cui si aggiunsero sette battaglioni del Pathet Lao.
Il 21 maggio, forze dell'esercito regolare laotiano tentarono di riconquistare le posizioni perdute. La battaglia durò 170 giorni (fino al 15 novembre 1972). I comunisti sostennero di avere uccisi 1 200 soldati e di averne catturati 80.

## Diminuzione dell'attività americana in Laos
Quando il 30 marzo 1972 l'EPVN lanciò nel Vietnam del Sud l'Offensiva Nguyen Hue, conosciuta anche come Offensiva Orientale, il massiccio supporto aereo statunitense in difesa dei sud-vietnamiti comportò la riduzione dei raid in Laos settentrionale, che raggiunsero il punto minimo dal 1965. Senza i bombardamenti americani, i comunisti raggiunsero ulteriori conquiste nel nord durante l'anno, ma non riuscirono a sopraffare le forze governative. In novembre il Pathet Lao acconsentì a incontrare rappresentanti del governo laotiano per discutere un cessate il fuoco.
Gli Stati Uniti uscirono dal Laos nel 1973 come stabilito negli accordi di pace di Parigi. I nord-vietnamiti non furono obbligati a rimuovere le proprie forze in virtù del trattato. Per salvarsi dalla capitolazione il governo laotiano fu costretto a far entrare nella propria compagine rappresentanti del Pathet Lao, dopo che gli statunitensi cominciarono a diminuire l'appoggio militare ai sud-vietnamiti e a defilarsi. Il Primo Ministro laotiano Souvanna Phouma, stanco e demoralizzato, annunciò da Parigi, nel 1974, il ritiro dalla vita politica, ma il Principe Souphanouvong, rientrato in Laos, gli chiese di rimanere ancora Primo Ministro.

## Fine del conflitto
Senza una guida e senza il supporto americano, le forze regolari laotiane si sfaldarono, mentre quelle del Pathet Lao, attivamente affiancate dalle truppe nordvietnamite, continuarono ad essere ben equipaggiate. Il leader del Pathet Lao, il Principe Souphanouvong, stilò un piano per la ricostruzione del paese, che venne approvato all'unanimità. Quando gli anticomunisti più autorevoli si accorsero che le promesse di democrazia contenute in tale piano venivano disattese, fuggirono dal paese.
Con il ritiro delle truppe americane e l'immediata caduta di Saigon, il 30 aprile del 1975, anche in Laos fu spianata definitivamente la strada ai comunisti. I pochi esponenti politici del vecchio governo rimasti nel paese consegnarono tutto il potere ai comunisti ed abbandonarono il paese assieme allo Stato Maggiore dell'Esercito Reale e ai rappresentanti dell'esercito irregolare hmong. Si stima che fuggì circa il 30% dell'intera popolazione hmong, in timore delle rappresaglie comuniste.
Nel giro di due mesi, i comunisti presero possesso dell'intero paese ed entrarono in agosto in una Vientiane quasi deserta. Per alcuni mesi le promesse di moderazione dei vertici comunisti in nome dell'unità nazionale furono rispettate, ma in dicembre la situazione precipitò. Il 2 dicembre, Re Savang Vatthana fu costretto ad abdicare; venne istituita la Repubblica Democratica Popolare del Laos e venne eletto Presidente il Principe Souphanouvong. Souvanna Phouma diede le dimissioni e fu nominato Primo Ministro Kaysone Phomvihane, leader dell'area più radicale del Pathet Lao, il Partito Rivoluzionario del Popolo Lao.
Venne dato il via ad una serie di epurazioni e deportazioni nei campi di rieducazione, dove molti degli ex oppositori trovarono la morte o vennero tenuti segregati per anni. Quella parte degli intellettuali e uomini d'affari che avevano appoggiato il vecchio governo, a loro volta fuggirono dal Laos. Lo stesso Re Savang Vatthana venne arrestato nel 1977 assieme a tutta la famiglia reale ed internato nel campo di rieducazione di Xam Neua, nel nord del paese, dove morì in data imprecisata.
Il nuovo governo tagliò i legami politico-economici con tutti i paesi vicini ad eccezione del Vietnam del Nord, con cui fu stipulato un trattato di amicizia. Tale trattato permetteva ai nord-vietnamiti di posizionare truppe in Laos e di avere consulenti nel governo e nell'economia.

## Conseguenze
A partire dal 1968 e fino alla fine del conflitto, gli aerei americani sganciarono oltre 2 milioni di tonnellate di bombe nel Laos. Lo scopo era distruggere le infrastrutture fisiche ed economiche (abitazioni, strade, ponti ecc.) dei villaggi controllati dal Pathet Lao o utilizzati dai nordvietnamiti soprattutto lungo il sentiero di Ho Chi Minh, nell'est del Paese. Il risultato fu l'uccisione di circa 350 000 civili, e altrettanti costretti a lasciare le proprie terre per trasferirsi altrove.
Circa il 30% delle bombe rimase temporaneamente inesploso. Dal dopoguerra sono all'opera diverse ONG per la bonifica dei terreni con finanziamenti pubblici e privati, ma si è ipotizzato che siano necessari 200 anni per portare a termine il risanamento. In un articolo del novembre 2018, il sito di Al Jazeera riportò un calcolo secondo cui erano rimasti in Laos circa 80 milioni di ordigni inesplosi i quali ogni anno provocavano ancora circa 50 vittime e ne avessero provocato 50 000 dalla fine del conflitto. Le bombe si trovano principalmente nelle aree forestali e la crescita demografica nelle zone rurali ha portato gli abitanti a ricavare campi per la coltivazione nelle foreste, aumentando i rischi di nuove esplosioni.
Gli oltre 30 000 hmong che avevano aiutato gli americani furono considerati dei traditori dal governo e insieme a migliaia di altri connazionali lasciarono in massa il paese per non essere sterminati. Erano stati abbandonati dal loro comandante, il generale Vang Pao, fuggito negli Stati Uniti con i più alti ufficiali. Entro la fine del 1975, furono oltre 40 000 i profughi hmong che attraversando le montagne e il Mekong raggiunsero la Thailandia, dove vennero accolti in campi profughi. Secondo fonti americane, sono state più di 100 000 le vittime hmong della persecuzione del governo laotiano.
Si stima che tra il 1975 ed il 1982, 53 700 tra hmong e rappresentanti di etnie che rischiavano le ritorsioni governative raggiunsero gli Stati Uniti, dove si è così formata una grossa comunità hmong. Dopo i primi anni di accoglienza, vennero poi rifiutati i visti di ingresso negli USA. Secondo una stima del 2000, erano 169 000 i hmong rifugiati negli USA. Nel 2003, dopo anni di proteste dei gruppi per i diritti civili, il governo americano riprese ad autorizzarne l'immigrazione. Nel dicembre di quell'anno, 15 000 rifugiati hmong in Thailandia si trasferirono negli USA.
La comunità internazionale ha fatto poco per aiutarli. L'Unione europea pubblicò, il 31 gennaio 2007, una dichiarazione di protesta in favore dei 153 profughi hmong in Thailandia che stavano per essere forzatamente deportati in Laos. Il 15 maggio 1997 gli Stati Uniti hanno ufficialmente riconosciuto il ruolo che ebbero durante la Guerra Segreta con una statua commemorativa dei contributi statunitensi e hmong al conflitto, eretta nel cimitero nazionale di Arlington, in Virginia.